# تحليل رياضي
التحليل الرياضي هو فرع الرياضيات الذي يهتم بدراسة الدوال الرياضية وتحولاتها باستخدام أدوات ترتبط بمفاهيم النهاية، حيث تدرس خواص مثل الاتصال والاشتقاق والتكامل والتفاضل، التقعر والانعطاف في منحنيات التوابع والدوال، وغالباً ما تدرس هذه المفاهيم على أعداد حقيقية أو أعداد عقدية والدوال المعرفة عليها ومن الممكن أن تدرس أيضاً على فضاءات أخرى كالفضاء المتري أو الطبولوجي.

## التاريخ
أول من استخدم مفاهيم النهايات والتقارب عددٌ من رياضيي اليونان أمثال اودوكسوس وأرخميدس اللذان قاما باستخدام هذه المفاهيم بشكل غير تقليدي عندما استخدما طريقة الاستنفاذ لحساب مساحة وحجم المساحات والأجسام. في القرن الثاني عشر قام الرياضي الهندي باسكارا بإعطاء عما يمكن أن ندعوه الآن «معامل تفاضلي» وكانت الفكرة الأساسية وراء ما ندعوه حاليا مبرهنة رول. في القرن الرابع عشر قام الرياضياتي الهندي مادهافا من سانغماغراما بالتعبير عن عدة دوال مثلثية كسلاسل غير متناهية، قدر مقدار الخطأ في التقديرات التي تعطيها هذه السلاسل.
في أوروبا نشأ التحليل في القرن السابع عشر عن طريق اختراع مستقل لكلا العالمين اسحاق نيوتن وغوتفريد لايبنتز. في القرن السابع عشر والثامن عشر، تطورت تطبيقات مواضيع التحليل مثل حساب التغيرات والمعادلات التفاضلية النظامية والجزئية، سلاسل فورييه والدوال المولدة في الأعمال التطبيقية. كما استخدم التحليل الرياضي لمقاربة مسائل الرياضيات المتقطعة بمثيلاتها المستمرة ونجحت هذه الطريقة في عدة حالات.
خلال القرن الثامن عشر كان تعريف الدالة الرياضي موضع نقاش طويل بين الرياضيين. في القرن التاسع عشر، كان كوشي أول من وضع التحليل على أساس منطقي ثابت بإدخال مفهوم متتالية كوشي. كما أنه بدأ بوضع النظرية الشكلية للتحليل المركب (العقدي). سيمون بواسون وجوزيف ليوفيل وجان-بابتيست جوزيف فورييه وآخرون قاموا بدراسة المعادلات التفاضلية الجزئية والتحليل التوافقي harmonic analysis.
في منتصف القرن قدم برنارد ريمان نظريته حول التكامل. جاء بعده كارل ويرستراس الذي قام بحسبنة arithmetization التحليل في نهاية القرن التاسع عشر، معبرا عن شكوكه ان البرهنة الهندسية تحوي خللا مضللا وهنا قام بتقديم تعريف ε-δ للنهاية.
بدأ عندها شك الرياضيون بأنهم يفترضون وجود استمرارية continuum في الأعداد الحقيقية بدون برهان. قام عندها ريتشارد ديدكايند بتشكيل الأعداد الحقيقية باستخدام حد ديديكايند. في ذات الوقت تتالت المحاولات لتحسين مبرهنة تكامل ريمان مما أدى لدراسة «حجم» مجموعة تقطعات discontinuity الدوال الحقيقية.
ضمن هذا السياق، قام كاميل جوردان بتطوير نظريته حول القياس، في حين طور جورج كانتور ما يمكن تسميته حاليا بنظرية المجموعات المبسطة، باير قام باثبات عن مبرهنة تصنيف باير. في أوائل القرن العشرين، تمت صياغة التحليل الرياضي باستخدام نظرية المجموعات البدهياتية axiomatic set theory. قام هنري ليون لوبيغ بحل مشكلة القياس، في حين قام هلبرت بتقديم فضاء هلبرت لحل المعادلات التكاملية. كانت فكرة الفضاء الشعاعي المنظم normed vector space تلوح في الأفق، في عام 1920 قام ستيفان باناخ بإيجاد التحليل الدالي functional analysis.

## فروع التحليل الرياضي
- تحليل حقيقي.
- تحليل مركب.
- تحليل دالي.
- نظرية المقياس.
- معادلات تفاضلية
- معادلات تكاملية

## وصلات خارجية
- التحليل الحقيقي في شبكة الرياضيات رمز